# Маріїнська жіноча гімназія (Новочеркаськ)
Будівля колишньої Маріїнської жіночої гімназії (рос. Мариинская женская гимназия) розташоване в центрі Новочеркаська (Ростовська область, Росія) на вулиці Отаманській. Побудовано в 1886 році в стилі неокласицизму за проектом архітектора О. О. Ященко. Є об'єктом культурної спадщини місцевого значення. У 1917 році після Жовтневого перевороту гімназія закрилася. У радянський час будинок займав Ростовський сільськогосподарський технікум (нині — Аграрний технікум) і штаб Союзу козачих військ Росії і зарубіжжя. В даний час об'єкт переданий Новочеркаському технікуму промислових технологій і управління та є одним з його навчальних корпусів.

## Опис
Центр симетричного триповерхової будівлі виділено ризалітом, прикрашеним напівколонами ускладненого ордера, переходять по кутах ризаліти в пілястри. Ступінчастий антаблемент з орнаментальним карнизом, малюнок якого вторить каннелюрам колон і пілястр підтримує імпровізований портик. Портик крім оформлення головного входу виявляє функціональну структуру будівлі, позначаючи на фасаді двосвітний зал, який служив домовою церквою. Різноманітна по фактурі рустовка стін першого поверху знаходить продовження в композиційних вертикалях по всьому фасаду, об'єднуючи віконні прорізи трьох поверхів. Віконні наличники на різних поверхах виконані різної форми зі своїм виразним малюнком, заповненим всередині оригінальним орнаментом. У вишуканій графичности деталей немає властивої суворої класики сухості і монотонності, і за багатством декору це твір архітектури можна віднести до російського ампіру.

## Історія

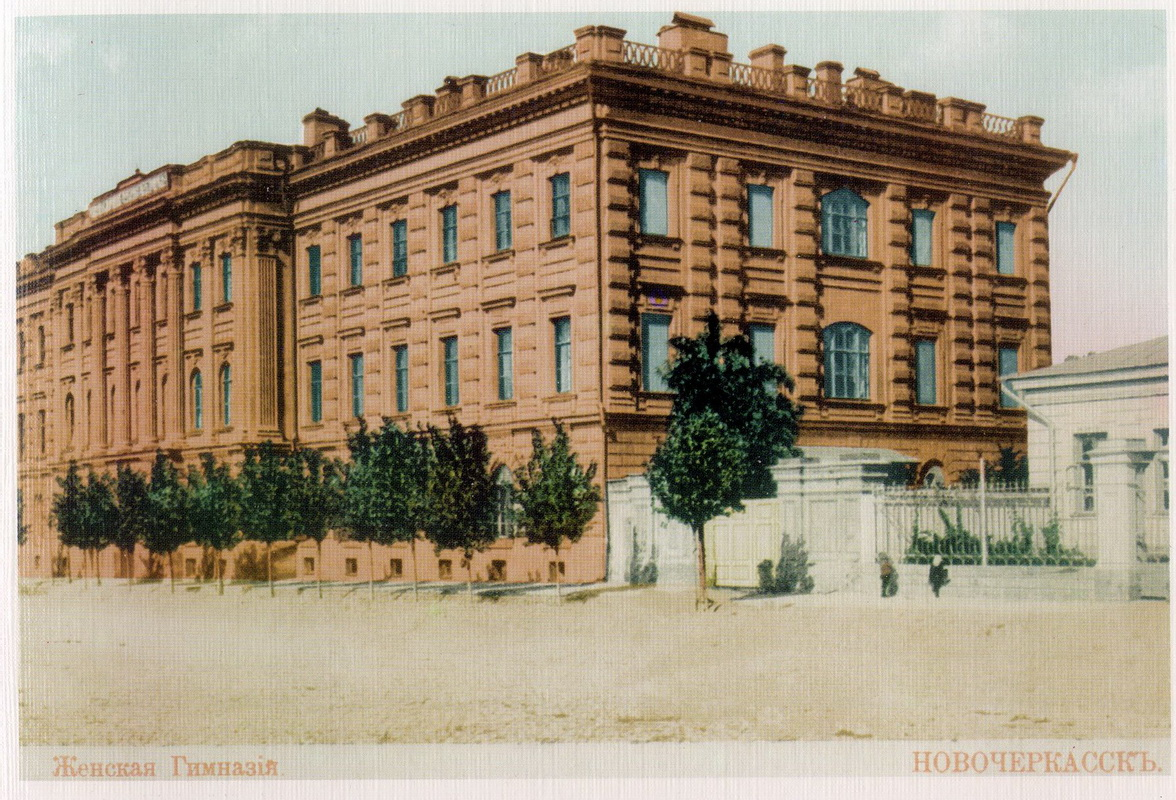
Новочеркаська жіноча гімназія на листівці

Новочеркаське дівоче училище першого розряду відкрилося в 1860 році. Навчальний заклад давало освіта дочкам козаків середнього стану Війська Донського. Подібно гімназіям училище було відкритим навчальним закладом, без пансіону. Воно підкорялося, як і інші навчальні заклади, Міністерству народної освіти, місцевої дирекції училищ та начальнику навчального округу, при цьому, перебуваючи під особливим заступництвом наказного отамана. Він же обирав почесну попечительницу училища. Першою на цю посаду була обрана дружина начальника штабу донського княгиня Надія Андріївна Дондукова-Корсакова.
Безпосередньо управлінням закладу, його добробутом, моральним і фізичним вихованням дівчат займалася начальниця училища. Першою начальницею була призначена дружина осавула Свєчнікова. З 1 серпня по 1 вересня вівся прийом учениць віком від 9 до 14 років. Статут передбачав вихованкам носіння форми не тільки під час занять, але й у вільний час в громадських місцях. В гімназії викладалися арифметика, словесність, спів, природознавство, рукоділля і танці. У 1867 році Новочеркаське дівоче училище було перетворено в Донську жіночу гімназію, що отримала найменування Маріїнської, про що свідчить запис у справі № 7069 канцелярії військового наказного отамана: «в честь найяснішого імені її Імператорської Величності Государині Цесарівна». Гімназія містилася на кошти Війська Донського і за рахунок учнів.
У 2014 році почалося обговорення можливості відтворення жіночої гімназії, але вже в іншому будинку.